# Knights of Cydonia
Knights of Cydonia — песня британской рок-группы Muse из четвёртого номерного альбома «Black Holes And Revelations».
Также песня была выпущена отдельным синглом, издавалась на HAARP DVD и HAARP CD (2008). Открывала масштабное выступление на стадионе Уэмбли 16-17 июня 2007 года, которое было записано и выпущено в качестве двойного концертного альбома (CD + DVD) HAARP.

## О песне
Композитор и автор текста: Мэттью Беллами.
Дословно название песни переводится как «Рыцари Кидонии». Возможно, оно произошло от одной из областей планеты Марс — Кидония, так как обложка альбома Black Holes And Revelations была задумана как изображение марсианского пейзажа с четырьмя всадниками апокалипсиса.
Припев («No one’s gonna take me alive,…») песни звучал в качестве саундтрека к рекламе проекта «Китовые войны» (англ. Whale wars) на каналах Animal Planet и Discovery Channel. Также последний отрывок из песни звучал в качестве фоновой музыки на премии MTV Movie Awards 2009.
Песня присутствует в видеоигре Guitar Hero III.

## Список композиций
CD:
1. Knights of Cydonia — 6:06
2. Supermassive Black Hole (live at Campo Pequeno, Lisbon) — 3:51

DVD:
1. Knights of Cydonia (video)
2. The Making of Knights of Cydonia (video)
3. Knights of Cydonia — 6:06

7":
1. Knights of Cydonia — 6:06
2. Assassin (Grand Omega Bosses edit) — 5:19